# Lijst van nummer 1-albums in de Nederlandse Album Top 100 in 1992
Onderstaande albums stonden in 1992 op nummer 1 in de CD/MC Top 100, de voorloper van de huidige Nederlandse Album Top 100. Wekelijks verzamelde bureau Intomart gegevens voor het samenstellen van de lijst onder auspiciën van Buma/Stemra.
| Nummer | Datum        | Artiest                       | Titel                                    | Opmerking                     |
| ------ | ------------ | ----------------------------- | ---------------------------------------- | ----------------------------- |
| 307    | 4 januari    | Queen                         | Greatest hits II                         |                               |
|        | 11 januari   | Queen                         | Greatest hits II                         |                               |
|        | 18 januari   | Queen                         | Greatest hits II                         |                               |
|        | 25 januari   | Queen                         | Greatest hits II                         |                               |
|        | 1 februari   | Queen                         | Greatest hits II                         |                               |
|        | 8 februari   | Queen                         | Greatest hits II                         |                               |
|        | 15 februari  | Queen                         | Greatest hits II                         |                               |
| 308    | 22 februari  | Diverse artiesten             | House party II - The ultimate megamix    | Verzamelalbum                 |
|        | 29 februari  | Diverse artiesten             | House party II - The ultimate megamix    | Verzamelalbum                 |
|        | 7 maart      | Diverse artiesten             | House party II - The ultimate megamix    | Verzamelalbum                 |
|        | 14 maart     | Diverse artiesten             | House party II - The ultimate megamix    | Verzamelalbum                 |
| 309    | 21 maart     | Diverse artiesten             | The greatest hits '92 Vol. 1             | Verzamelalbum                 |
|        | 28 maart     | Diverse artiesten             | The greatest hits '92 Vol. 1             | Verzamelalbum                 |
| 310    | 4 april      | Genesis                       | We can't dance                           |                               |
|        | 11 april     | Genesis                       | We can't dance                           |                               |
| 309    | 18 april     | Diverse artiesten             | The greatest hits '92 Vol. 1             | Verzamelalbum                 |
|        | 25 april     | Diverse artiesten             | The greatest hits '92 Vol. 1             | Verzamelalbum                 |
| 311    | 2 mei        | Diverse artiesten             | Het beste uit de Top 100 Allertijden '92 | Verzamelalbum                 |
|        | 9 mei        | Diverse artiesten             | Het beste uit de Top 100 Allertijden '92 | Verzamelalbum                 |
|        | 16 mei       | Diverse artiesten             | Het beste uit de Top 100 Allertijden '92 | Verzamelalbum                 |
|        | 23 mei       | Diverse artiesten             | Het beste uit de Top 100 Allertijden '92 | Verzamelalbum                 |
|        | 30 mei       | Diverse artiesten             | Het beste uit de Top 100 Allertijden '92 | Verzamelalbum                 |
| 307    | 6 juni       | Queen                         | Greatest hits II                         |                               |
|        | 13 juni      | Queen                         | Greatest hits II                         |                               |
| 312    | 20 juni      | Diverse artiesten             | The greatest hits '92 Vol. 2             | Verzamelalbum                 |
| 313    | 27 juni      | Diverse artiesten             | Countdown rock ballads                   | Verzamelalbum                 |
|        | 4 juli       | Diverse artiesten             | Countdown rock ballads                   | Verzamelalbum                 |
|        | 11 juli      | Diverse artiesten             | Countdown rock ballads                   | Verzamelalbum                 |
| 314    | 18 juli      | Julio Iglesias                | Calor                                    |                               |
|        | 25 juli      | Julio Iglesias                | Calor                                    |                               |
| 315    | 1 augustus   | Mariah Carey                  | MTV unplugged ep                         |                               |
|        | 8 augustus   | Mariah Carey                  | MTV unplugged ep                         |                               |
|        | 15 augustus  | Mariah Carey                  | MTV unplugged ep                         |                               |
| 316    | 22 augustus  | Diverse artiesten             | Techno trance 2                          | Verzamelalbum                 |
|        | 29 augustus  | Diverse artiesten             | Techno trance 2                          | Verzamelalbum                 |
| 317    | 5 september  | Diverse artiesten             | The greatest hits '92 Vol. 3             | Verzamelalbum                 |
|        | 12 september | Diverse artiesten             | The greatest hits '92 Vol. 3             | Verzamelalbum                 |
|        | 19 september | Diverse artiesten             | The greatest hits '92 Vol. 3             | Verzamelalbum                 |
| 318    | 26 september | Lionel Richie                 | Back to front                            |                               |
|        | 3 oktober    | Lionel Richie                 | Back to front                            |                               |
|        | 10 oktober   | Lionel Richie                 | Back to front                            |                               |
|        | 17 oktober   | Lionel Richie                 | Back to front                            |                               |
|        | 24 oktober   | Lionel Richie                 | Back to front                            |                               |
|        | 31 oktober   | Lionel Richie                 | Back to front                            |                               |
|        | 7 november   | Lionel Richie                 | Back to front                            |                               |
|        | 14 november  | Lionel Richie                 | Back to front                            |                               |
| 319    | 21 november  | Vaya Con Dios                 | Time flies                               |                               |
| 320    | 28 november  | Diverse artiesten             | The greatest hits '92 Vol. 4             | Verzamelalbum                 |
|        | 5 december   | Diverse artiesten             | The greatest hits '92 Vol. 4             | Verzamelalbum                 |
|        | 12 december  | Diverse artiesten             | The greatest hits '92 Vol. 4             | Verzamelalbum                 |
| 321    | 19 december  | Kinderen voor Kinderen        | Kinderen voor Kinderen 13                |                               |
|        | 26 december  | geen CD/MC Top 100 verschenen | geen CD/MC Top 100 verschenen            | geen CD/MC Top 100 verschenen |